# Mittenothamnium
Mittenothamnium là một chi rêu trong họ Hypnaceae.